# Epeolus variegatus
Epeolus variegatus là một loài Hymenoptera trong họ Apidae. Loài này được Linnaeus mô tả khoa học năm 1758.

## Hình ảnh

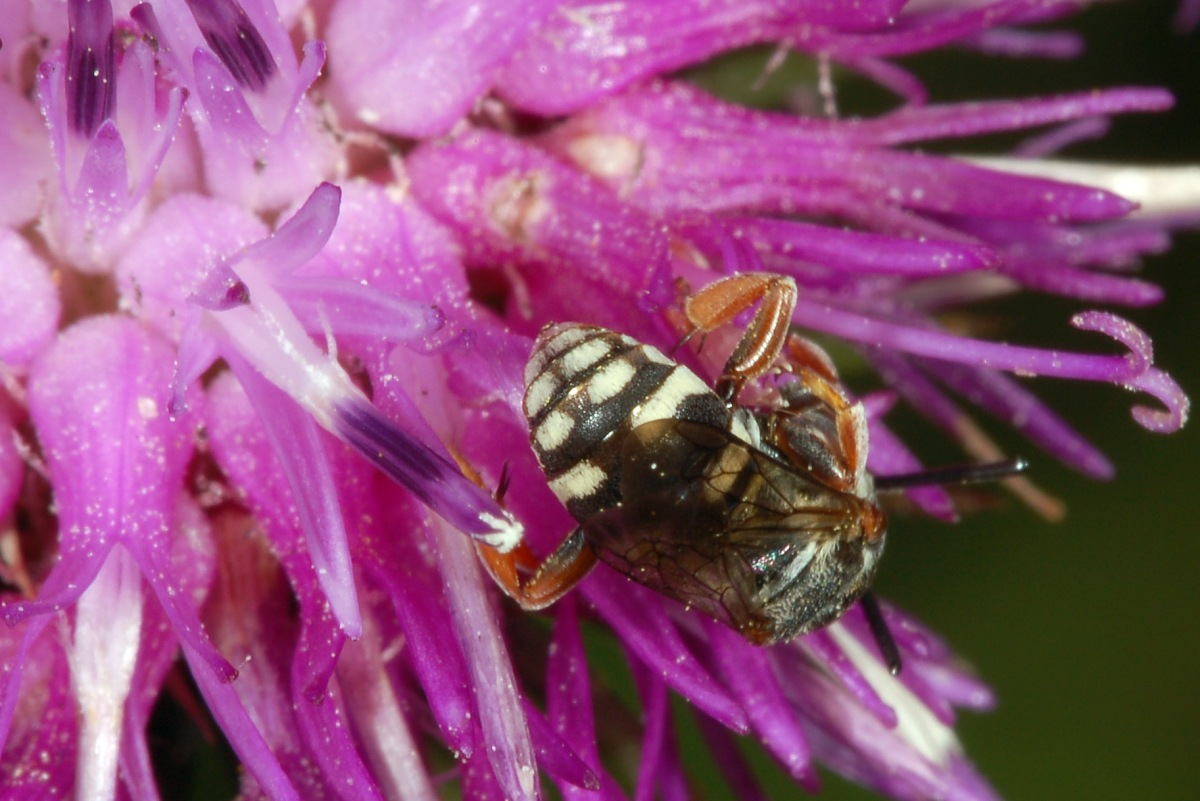
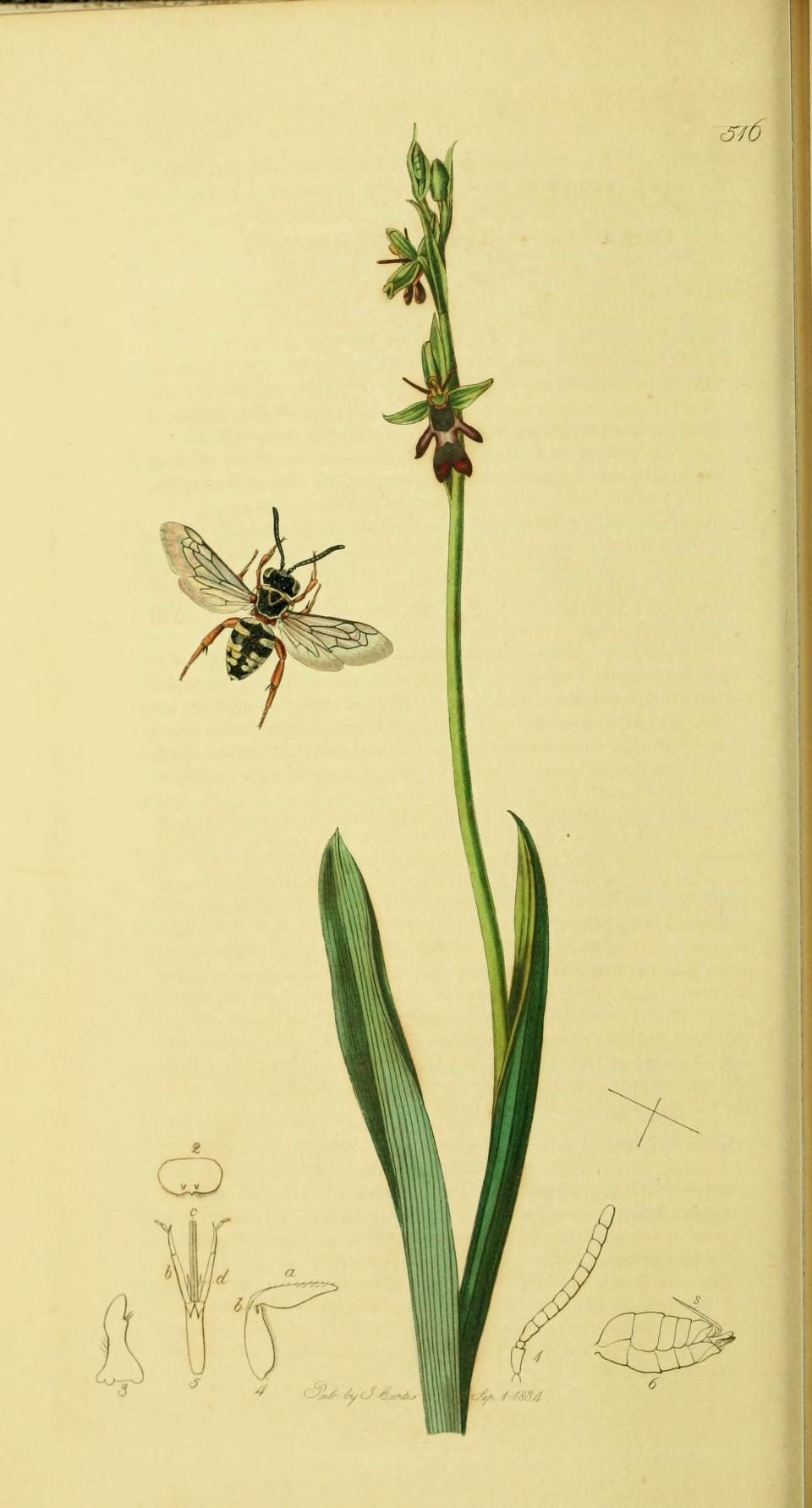